# Chermside West
Chermside West är en del av en befolkad plats i Australien. Den ligger i kommunen Brisbane och delstaten Queensland, nära delstatshuvudstaden Brisbane.
Runt Chermside West är det mycket tätbefolkat, med 1 956 invånare per kvadratkilometer.. Närmaste större samhälle är Brisbane, nära Chermside West. 
Runt Chermside West är det i huvudsak tätbebyggt. Genomsnittlig årsnederbörd är 1 434 millimeter. Den regnigaste månaden är januari, med i genomsnitt 283 mm nederbörd, och den torraste är oktober, med 22 mm nederbörd.